# Banine
Umm El-Banine Assadoulaeff (Umm El-Banu Äsâdullayeva), francoska pisateljica azerbajdžanskega porekla, * 18. december 1905, Baku, Ruski imperij, † 23. oktober 1992, Pariz, Francija
Banine je bila francoska pisateljica azerbajdžanskega porekla - vnukinja azerbajdžanskega milijonarja Musa Nagiyeva in hči azerbajdžanskega poslovneža in politika Mirza Asadullayeva. Njen psevdonim je bil Banine.
Banine je sledila očetu, nekdanjemu ministru v vladi Azerbajdžanske demokratične republike (od decembra 1918 do aprila 1920), in leta 1923 emigrirala v Francijo. Preselila se je v Istanbul, kjer je zapustila moža s katerim se je bila pri petnajstih letih prisiljena poročiti, nato pa pobegnila v Pariz. Tam so jo po dolgih letih literarna poznanstva, med njimi Henry de Montherlant,  Nikos Kazantzakis in André Malraux, pozvala k pisanju in objavljanu. Banine je svoje poznejše življenje posvetila predstavitvi zgodovine in kulture Azerbajdžana Franciji in Evropi. Njeni najbolj znani spisi so Kavkaški dnevi in Pariški dnevi. Banine, ki je bila prijateljica nemškega pisatelja Ernsta Jüngerja in Rusa Ivana Bunina, v svojih knjigah pripoveduje o njenem spreobrnjenju v rimokatoličanstvo . 
Pred njeno smrtjo je Banin objavila več člankov o položaju v Azerbajdžanu.  Umrla je oktobra 1992. 

## Večja dela
- Nami ( Nami ), Gallimard, 1942.
- Dnevi v Kavkazu ali Kavkaški dnevi (jours caucasiens), Juilliard, 1946.
- Pariški dnevi (Jours parisiens), Julliard, 1947, Gris Banal, 2003.
- Srečanja z Ernstom Jüngerjem (Rencontres avec Ernst Jünger), Julliard, 1951.
- Izbral sem opij (J'ai choisi l'opium), Zaloga, 1959.
- Po (Après), Stock, 1962.
- Tuja Francija (La France étrangère), SOS Desclée de Brouwer, 1968.
- Klic zadnje priložnosti (L'appel de la dernière chance), SOS, 1971.
- Portret Ernsta Jüngerja: pisma, besedila, sestanki (Portrait d'Ernst Jünger   : letniki, tekstili, rencontres , La Table Ronde, 1971.
- Ernst Jünger več obrazov ( Ernst Jünger aux lica večkratniki ), Lausanne, éditions L'Âge d'Homme, 1989.
- Kar mi je povedala Marry: besede Služabnice Marije (Ce que Marie m'a raconté): le dit de la Servante Marie), Cahier Bleus, 1991.